# Розробка відеогри
Розробка відеогри (англ. Video game development) — це процес створення відеогри, яким займається розробник відеоігор (англ. video game developer), котрий може бути як однією людиною так і компанією з сотнями співробітників. Гра може розроблятися як силами кількох людей з обмеженим бюджетом, так і спираючись на фінансування від видавця (англ. video game publisher). Тривалість та вартість розробки залежить від складності проєкту.
Комерційна розробка відеоігор почалася у 70-ті роки XX сторіччя, разом з появою перших аркадних автоматів та домашніх гральних приставок. Через незначну потужність першого комп'ютерного обладнання, ігри були простими і не потребували значних витрат та часу на розробку, якою міг займатися і успішно завершувати один програміст. Зі зростанням обчислювальних потужностей і вимог гравців, зросла і складність проєктів, які стали вимагати роботи цілих команд професіоналів.

## Ролі і посади в розробці відеогри
Розподіл ролей і посад при розробці відеогри включає такі:
- Геймдизайнер — придумує концепцію гри, її основні риси. Він проєктує базову ігрову механіку, ігровий процес, образи персонажів, коригує їх впродовж розробки. Як правило геймдизайнер вже має досвід роботи з відеоіграми на інших посадах. Може бути кілька геймдизайнерів, з-поміж яких один — провідний дизайнер, головний, а інші відповідають за дизайн окремих аспектів: персонажів, рівнів, механіки.
- Менеджер — координує роботу людей, залучених до створення гри. Розподіляє обов'язки, встановлює строки виконання кожного виду робіт. Планує витрати. Серед менеджерів існує спеціалізація на генерального директора, головного менеджера і продюсера.
- Програміст — пише і вдосконалює програмний код гри. Створює базову ігрову механіку, файлову архітектуру проєкту. Можливий розподіл праці: технічний директор, програміст-проєктувальник, програміст інтерфейсу, графічного рушія і т. д.
- Художник — створює заставки, спрайти, текстури, тривимірні моделі, оформлення інтерфейсу. Часто існує розподіл, де один художник займається текстурами, інший — спецефектами, анімацією і т. д. Головний художник, який координує роботу інших, зветься артдиректором.
- Звукорежисер — здійснює запис і обробку звуків, музики, мови. Продумує відповідність звуків та ігрових ситуацій.
- Композитор — пише музику. Сама музика може виконуватися для запису оркестром або музичним гуртом.
- Звукоінженер — знаходить і записує звукові ефекти чи синтезує їх.
- Сценарист — складає сценарій гри, загальний сюжет і окремих подій. Пише тексти діалогів, описів предметів і персонажів.
- Актор — задіяний в захопленні руху для персонажів, зйомках відеороликів.
- Актор озвучування — озвучує мову персонажів, закадровий голос.
- Дизайнер рівнів — розставляє готові об'єкти, створює сюжетні події, задає рух об'єктів і персонажів по рівню.
- Піар-менеджер — рекламує гру, поширює її рекламу, проводить виставки, презентації.
- Тестер — грає в різні версії гри, випробовує її роботу в різних ситуаціях, виявляє та документує помилки і недоліки. Для тестування існують спеціальні відділи, розробника і видавця гри, незалежні тестери, і тестери з числа звичайних користувачів.

## Етапи розробки відеогри
Існують різні жанри та категорії відеоігор, але їхня розробка складається з низки спільних етапів. Головних етапів три: пре-продакшн, виробництво (продакшн) та пост-продакшн. На початку створюється загальний проєкт майбутньої гри, пишеться дизайн-документ з описом всесвіту, ігрового процесу і сюжету, створюються графічні концепти рівнів і персонажів, які визначатимуть стилістику гри і які слугуватимуть орієнтиром для художників та моделювальників. Вирішується якою буде авдиторія гри, на яких платформах вона працюватиме та як буде поширюватися. Це визначає, які ресурси та працівники знадобляться для здійснення задуму. Дизайн-документ та малюнки також використовуються для привернення уваги видавців.
Якщо відсутні проблеми з фінансуванням, починається повноцінна робота над грою, яка включає розробку чи налаштування під потреби гри ігрового рушія, створення графічного, тривимірного, та аудіо наповнення гри, впровадження та тестування ігрових механік (ігровий дизайн). До своєї остаточної версії гра йде через альфа та бета версії, які ретельно перевіряють і тестують, іноді проводячи відкриті тестування за участю гравців (відкритті альфа/бета-тести). Через якийсь час після останніх перевірок і тестувань, гра «виходить на золото», тобто починає тиражуватися для подальшого продажу. Після виходу триває підтримка гри, в ході якої вона вдосконалюється і доповнюється.

### Проєктування (пре-продакшн)

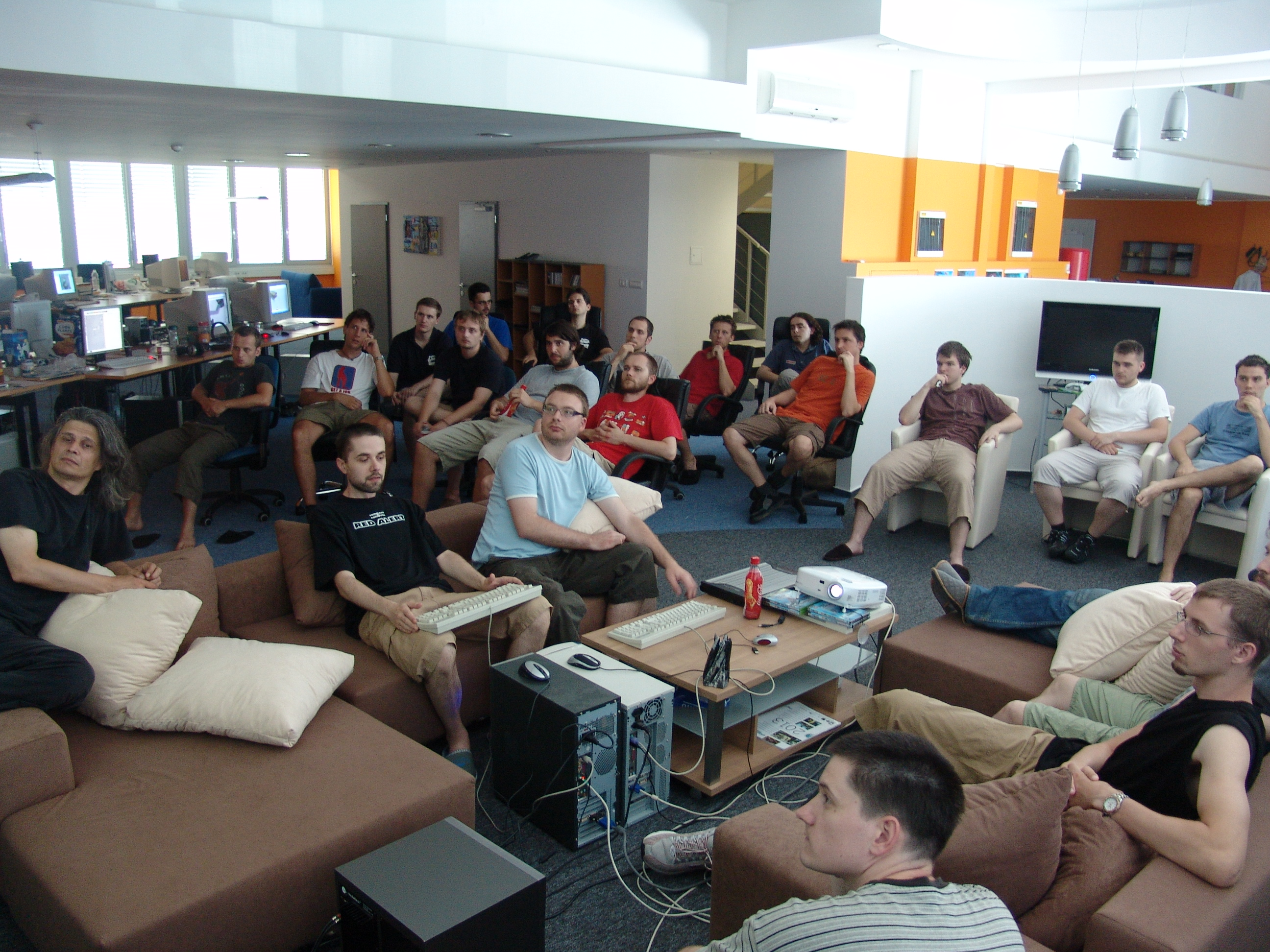
Мозковий штурм співробітників компанії ZootFly

Перш за все хтось подає ідею створення нової гри, як правило він і стає керівником проєкту. Поступово чи мозковим штурмом вирішується про що вона оповідатиме, яка її особливість може привернути увагу гравців; гра принесе щось кардинально нове або ж використовуватиме вже відомі та перевірені технології, тематику. Виходячи із запланованих переважних дій гравця, обирається жанр, наприклад, стратегія в реальному часі або шутер від першої особи. В ході роботи жанр може змінитися і вся концепція зазнати суттєвої переробки. Геймдизайнер вирішує якими стануть образи персонажів, ігрового світу, виконує попередні малюнки — концепт-арти. Гра отримує попередню назву, яка з часом може уточнитися чи зовсім змінитися.
Збирається команда розробників з програмістів, сценаристів, художників, композиторів, менеджерів і так далі. Визначаються строки виконання кожного виду роботи і орієнтовна дата виходу готової гри, яке обладнання, кошти для цього знадобляться. Та сама людина може займатися кількома справами. Наприклад, бути менеджером, координуючи виконанням роботи інших, і дизайнером, розроблячи образи персонажів.
На цьому етапі складається концепт-документ, в якому обґрунтовується чому буде вигідно створити дану гру. Дизайн-документ описує гру загалом, її початковий сюжет, ігровий процес, містить концепт-арти. Також створюється прототип, початкова проста версія гри, з якої можна скласти уявлення яким буде ігровий процес.

### Виробництво

#### Написання коду

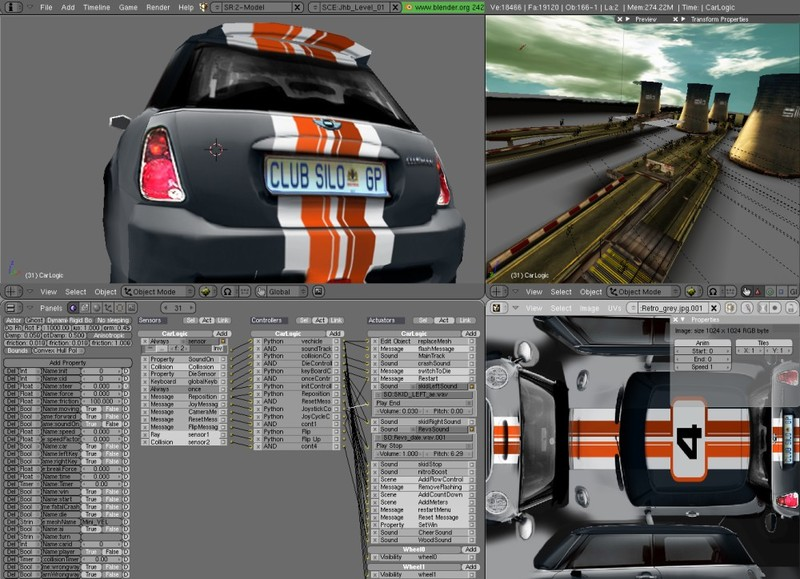
Створення гоночної відеогри в спеціальній програмі-редакторі

Оскільки відеогра є комп'ютерною програмою, її робота, технічні можливості, контент та ігровий процес, забезпечується програмним кодом. Розробка гри включає ті ж етапи, що і розробка програмного забезпечення, але передбачає більше роботи над контентом і створення ігрових механік.
Сучасні ігри здебільшого засновані на готових програмних модулях — ігрових рушіях, де вже реалізовані базові функції, здатні зв'язувати воєдино графіку, звук, об'єкти і їх рухи. Щоб налаштувати рушій для реалізації конкретного задуму програмісти доопрацьовують його, додаючи потрібні функції. Існують як вільні ігрові рушії, доступні будь-кому, так і ті, що вимагають отримання ліцензії на їх використання. Крім того рушії різняться за ліцензіями. Для незалежних розробників їх використання може бути значно дешевшим.
Деякі рушії розраховані на створення ігор конкретного жанру, інші — універсальні. Не всі рушії можуть забезпечити однакові внутрішньоігрові можливості та рівень графіки. Частина рушіїв дозволяють створювати ігри для різних платформ, так Unreal Development Kit підтримує розробку інтерактивних творів для PC, Xbox 360, PlayStation 3, Wii та Android.
Деякі ігри створюються в спеціальних програмах, які вже мають початкові ресурси, дії, та не вимагають знання мов програмування. Прикладами таких програм є Game Maker, Construct, RPG Maker.

#### Розробка контенту

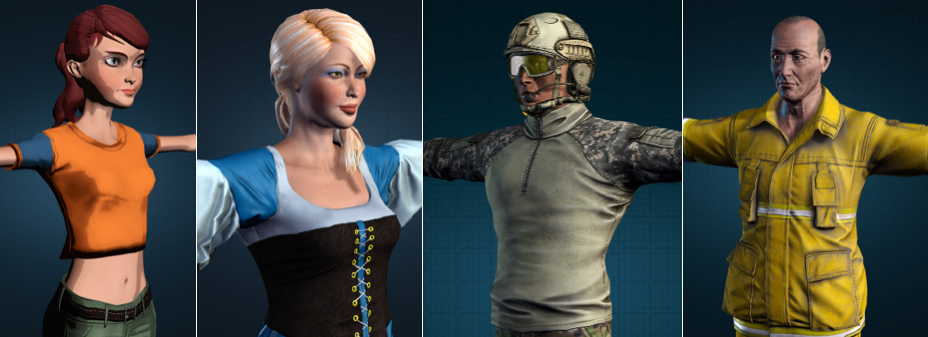
Тривимірні моделі персонажів

Відеогра передбачає створення графіки, звуків та внутрішньоігрових текстів. Концепт-арти виконуються на папері або комп'ютері, зазвичай в кількох варіантах. На основі концепт-артів художниками затверджуються і створюються двовимірні або тривимірні моделі персонажів, предмети та декорації. Для цього художники працюють в програмах, призначених для роботи із графікою. Розкадрування вказує на ключові моменти в грі.

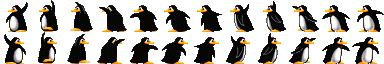
Набір спрайтів для анімації персонажа-пінгвіна

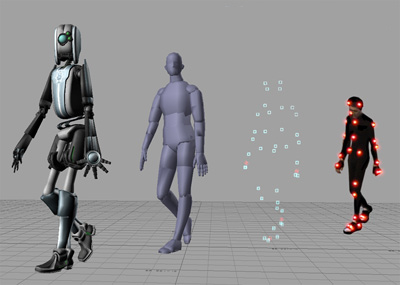

Щоб моделі рухалися, вони анімуються в інших спеціальних програмах. Створюються різні набори рухів, які відтворюватимуться залежно від конкретних дій гравця з допомогою програмного коду. У випадку двовимірної графіки це набори спрайтів, де кожна картинка є окремими кадром. Для реалізації реалістичних рухів чи емоцій може застосовуватися захоплення руху живих акторів. Після фіксування руху датчиками вони переносяться на комп'ютерного персонажа, як людина або чудовисько.
Візуальні ефекти роблять гру видовищнішою і задають стиль. Серед них деякі додають реалістичності, як відкидання тіней, заломлення світла, постріли і вибухи. Інші позначають стани і дії персонажа, які визначають стиль виконання гри. Деякі ігри цілком виконуються в стилі коміксу або кіноплівки. За реалізацію картинки і звуку відповідають графічний і звуковий рушії.
На початкових етапах замість повноцінних об'єктів можуть використовуватися прості замінники (плейсхолдери).
Для звукового оформлення пишеться музика і відбувається озвучування персонажів. Крім того для повноцінного звукового оформлення потрібні ефекти, як кроки, звуки пострілів. Вони можуть обиратися з вільних бібліотек чи записуватися окремо. Декотрі композитори спеціалізуються на створенні музики до ігор. Музика може виконуватися цілими професійними оркестрами, мати пісенний супровід. Діалоги персонажів часто озвучуються спеціальними акторами на студіях озвучування.
Часом ігри містять відеовставки, створені в програмах двовимірної чи тривимірної анімації. Інколи для відеовставок знімаються живі актори і будуються декорації. Є актори, які спеціалізуються саме на зйомках в таких відеовставках або озвучуванні персонажів. Сюжет, діалоги, додаткові тексти пишуться сценаристами і відповідальними за це письменниками.

#### Розробка ігрової механіки
Ігрова механіка визначає насиченість ігрового процесу, правила, за якими грається відеогра. Основою механіки є ігрові об'єкти, такі як персонажі, об'єкти, з якими вони можуть маніпулювати, декорації. Частиною ігрової механіки є управління, якими чином гравець керує персонажем та ігровим світом. Наприклад, як задається напрям руху, як активізується взаємодія з віртуальними предметами. Крім того на етапі розробки механіки створюється користувацький інтерфейс, який інформує гравця і дозволяє взаємодіяти зі світом гри.
Ігри зазвичай поділяються на рівні (локації), щоб комп'ютер не навантажувався обчисленням всього світу гри. В новітніх іграх світ часто моделюється так, щоб не мати чітких поділів на локації. Дизайнер рівнів розміщує готові об'єкти в ігровому світі та продумує їх рухи. Компонування рівнів визначає наскільки цікавою буде гра, які можливості будуть у гравця вирішити конкретну ситуацію.
За взаємодію об'єктів, яка відбувається без контрою гравця, відповідає фізичний рушій. До прикладу, він реалізує закони інерції, гравітацію, поведінку рідин, властивості предметів. Штучний інтелект (ШІ) відповідає за поведінку персонажів, як вони реагуватимуть на дії гравця. Багато подій в грі відбуваються за скриптами. Самі події придумуються сценаристами, а скрипти реалізуються програмістами.

#### Тестування
Після завершення праці над кодом, контентом і механікою, за яких гра може функціонувати, відбувається її доопрацювання. Гра, не зібрана до кінця, але в яку можливо грати, називається альфа-версією. Вона може містити значні помилки і недоопрацювання, як відсутність певних можливостей, музики або об'єктів. Виявленням проблем займаються тестери, котрі грають в цю гру, намагаючись сповна скористатися всіма доступними можливостями в ній. Зазвичай на цьому етапі розробники записують рекламний трейлер, показуючи ігровий процес на відео, даючи потенційним гравцям уявлення про свою роботу. На пізнішому етапі виходить бета-версія, до тестування якої можуть залучатися і потенційні покупці гри. В бета-версії відбувається подальший пошук помилок, перевірка коректності взаємодії об'єктів ігрового світу, керування. Можливі внесення змін в оформлення, зміна ігрового балансу та складності, можливостей персонажів.

### Випуск і продажі

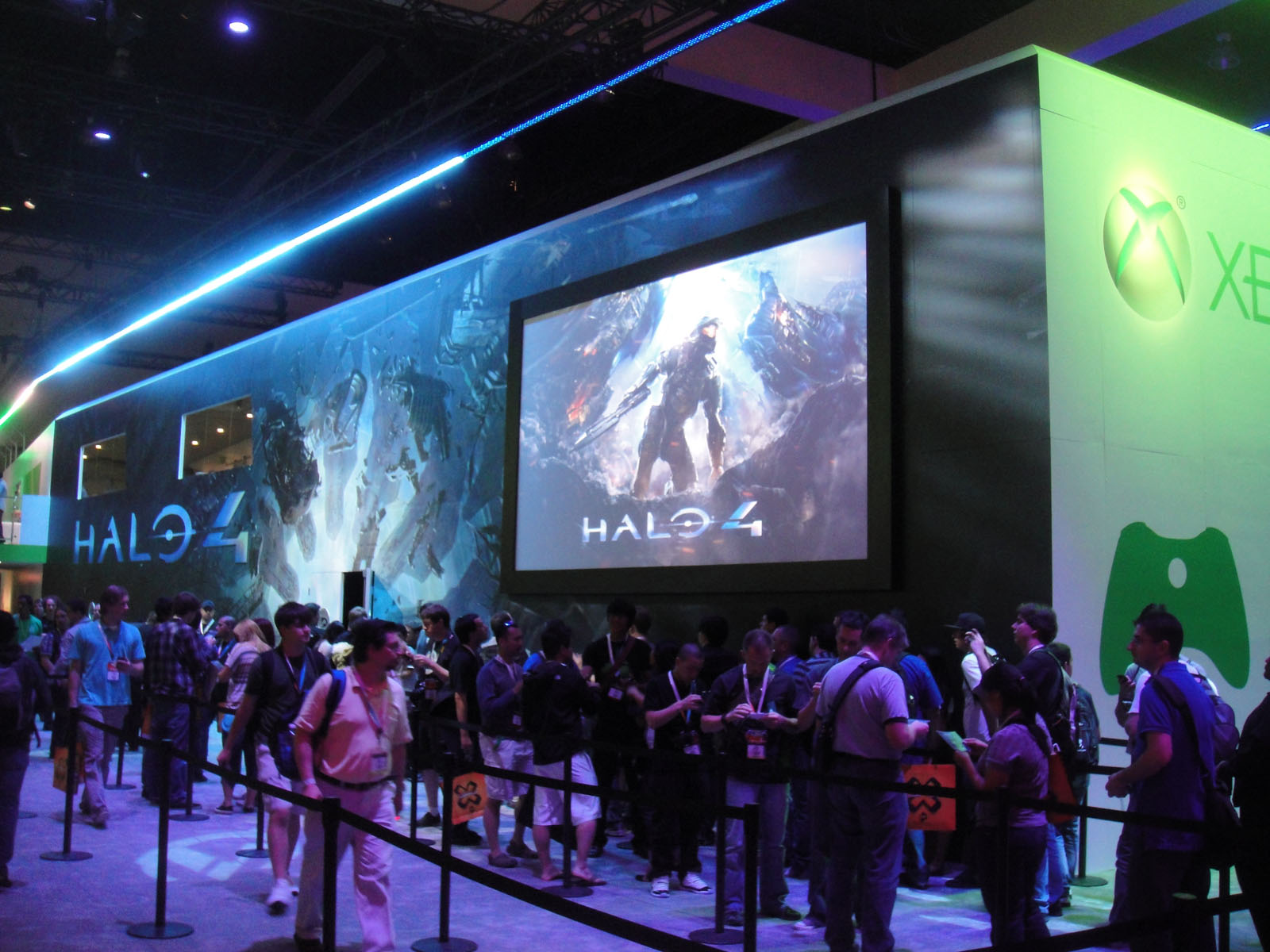
Реклама гри Halo 4 на виставці E3

За продажі як правило відповідає видавець гри, від якого розробник отримує частку отриманих коштів. В разі якщо розробник і видавець є частинами однієї компанії, розподіл прибутків відбувається за встановленими там правилами. Видавець має піар-менеджерів та ігрових журналістів, котрі певним чином заявляють про існування гри, проводять рекламну кампанію, повідомляють про неї, викладаючи відео, публікуючи новини в спеціалізованих виданнях, демонструючи гру на виставках відеоігор.
Видавець займається локалізацією гри, тобто перекладом її тексту і озвучування, адаптацією до законів і культури тої країни, де гра видаватиметься. Наприклад, в деяких країнах заборонено зображення крові або оголеного тіла, відповідно такі зображення доводиться видаляти з гри. Для локалізації існують спеціальні команди фахівців, які крім власне перекладу роблять гру зрозумілою для гравця конкретної країни. В сучасних іграх текст і звуки як правило містяться в окремих файлах, що робить локалізацію простішою. Існують офіційні і неофіційні локалізатори. Часто гра від початку має локалізації на найбільш поширені мови, як англійську, іспанську і китайську. Іншими мовами гра офіційно виходить згодом чи цим неофіційно займаються ентузіасти.

Ігри в сервісі цифрової дистрибуції Origin

Завершена і локалізована гра записується на певні носії, як DVD-диски, або надається для завантаження з Інтернету. Диски поставляються в магазини, а версії для завантаження поширюються через сервіси цифрової дистрибуції, як Steam. Цифрова дистрибуція, на відміну від дисків, іноді передбачає і безкоштовне завантаження гри. Так декотрі ігри, які представляють вже тільки історичний інтерес, надаються безкоштовно. В сервісах електронної дистрибуції часто відбуваються акції, які надають знижки аж до 100 %.

### Підтримка
Після виходу гри в ній можуть виявитися досі невідомі помилки. Гравців може не влаштувати певний аспект гри, до прикладу, складність. Розробники в такому разі випускають патчі, які усувають помилки і додають якісь вдосконалення. Розробка і випуск патчів не приносять прибутків самі по собі, але можуть збільшити продажі гри, оскільки вона позбавляється недоліків.
Для підтримання інтересу до гри до неї випускаються доповнення, що крім виправлення помилок додають нові можливості чи доповнюють і розвивають сюжет. Доповнення бувають як платні, так і безкоштовні. Ті доповнення, що розповсюджуються через Інтернет, називаються DLC (Downloadable content). Переважно DLC є платними і не змінюють гру суттєво, але надають нові можливості, оформлення персонажа.